# Parahyalinoecia apalpata
Parahyalinoecia apalpata är en ringmaskart som beskrevs av Hartmann-Schröder 1975. Parahyalinoecia apalpata ingår i släktet Parahyalinoecia och familjen Onuphidae. Inga underarter finns listade i Catalogue of Life.